# 杜村乡 (安泽县)
杜村乡，是中华人民共和国山西省临汾市安泽县下辖的一个乡镇级行政单位。2021年5月，撤销杜村乡。将原杜村乡的郭庄、桑曲、小李、杜村4个村委会并入良马乡，设立良马镇；将原杜村乡的河阳、文洲、苏村、东唐4个村委会并入马壁乡，设立马壁镇。

## 行政区划
杜村乡下辖以下地区：
杜村、魏家湾村、郭庄村、桑曲村、陈家沟村、小李村、河阳村、文洲村、苏村、东唐村和窑上村。